# Ictinia
Ictinia är ett släkte i familjen hökar inom ordningen rovfåglar med två arter som förekommer i Nord- och Sydamerika:
- Mississippiglada (I. mississippiensis)
- Blyglada (I. plumbea)

Namnen till trots är de nära släkt med vråkar i Buteo,  ej exempelvis gladorna i Milvus eller Elanus.